# Éliminatoires de la Coupe du monde de football 2010, zone Amérique du Nord, Centrale et Caraïbes, deuxième tour
Cet article donne les résultats du deuxième tour de la zone Amérique du Nord, Centrale et Caraïbes pour les éliminatoires de la coupe du monde de football 2010.

## Résultats
| Match | Équipe 1                        | Résultat | Équipe 2               | Aller | Retour |
| ----- | ------------------------------- | -------- | ---------------------- | ----- | ------ |
| 1A    | États-Unis                      | 9-0      | Barbade                | 8-0   | 1-0    |
| 1B    | Guatemala                       | 9-1      | Sainte-Lucie           | 6-0   | 3-1    |
| 1C    | Trinité-et-Tobago               | 3-2      | Bermudes               | 1-2   | 2-0    |
| 1D    | Antigua-et-Barbuda              | 3-8      | Cuba                   | 3-4   | 0-4    |
| 2A    | Belize                          | 0-9      | Mexique                | 0-2   | 0-7    |
| 2B    | Jamaïque                        | 13-0     | Sainte-Lucie           | 7-0   | 6-0    |
| 2C    | Honduras                        | 6-2      | Bermudes               | 4-0   | 2-2    |
| 2D    | Saint-Vincent-et-les-Grenadines | 1-7      | Canada                 | 0-3   | 1-4    |
| 3A    | Grenade                         | 2-5      | Costa Rica             | 2-2   | 0-3    |
| 3B    | Suriname                        | 3-1      | Guyana                 | 1-0   | 2-1    |
| 3C    | Panama                          | 2-3      | Salvador               | 1-0   | 1-3    |
| 3D    | Haïti                           | 1-0      | Antilles néerlandaises | 0-0   | 1-0    |

## Détails des rencontres
| Match 1A                 | États-Unis                                                                                     | 8 – 0 | Barbade | Home Depot Center, Carson                                |                                                          |
| 15 juin 2008 14:00 UTC-7 | Dempsey 1re 63e · Bradley 12e · Ching 20e 89e · Donovan 59e · Johnson 82e · Ferguson 86e (csc) |       |         | Spectateurs : 11 476 Arbitrage : Marco Antonio Rodríguez | Spectateurs : 11 476 Arbitrage : Marco Antonio Rodríguez |
| 15 juin 2008 14:00 UTC-7 | Rapport                                                                                        |       |         | Spectateurs : 11 476 Arbitrage : Marco Antonio Rodríguez | Spectateurs : 11 476 Arbitrage : Marco Antonio Rodríguez |

| 22 juin 2008 | Barbade | 0 – 1 | États-Unis | Kensington Oval, Bridgetown                    |                                                |
| 15:00 UTC-4  |         |       | Lewis 21e  | Spectateurs : 2 000 Arbitrage : Roberto Moreno | Spectateurs : 2 000 Arbitrage : Roberto Moreno |
| 15:00 UTC-4  | Rapport |       |            | Spectateurs : 2 000 Arbitrage : Roberto Moreno | Spectateurs : 2 000 Arbitrage : Roberto Moreno |

| Match 1B                 | Guatemala                                               | 6 – 0 | Sainte-Lucie | Estadio Mateo Flores, Guatemala                   |                                                   |
| 14 juin 2008 20:00 UTC-6 | Rodríguez 6e · Ruíz 36e 40e 58e 90+3e · Trigueros 90+1e |       |              | Spectateurs : 24 600 Arbitrage : Benito Archundia | Spectateurs : 24 600 Arbitrage : Benito Archundia |
| 14 juin 2008 20:00 UTC-6 | Rapport                                                 |       |              | Spectateurs : 24 600 Arbitrage : Benito Archundia | Spectateurs : 24 600 Arbitrage : Benito Archundia |

| 21 juin 2008 | Sainte-Lucie | 1 – 3 | Guatemala                      | Los Angeles Memorial Coliseum, Los Angeles (États-Unis) |                                                    |
| 19:00 UTC-7  | McPhee 45e   |       | Romero 24e 43e · Trigueros 86e | Spectateurs : 12 000 Arbitrage : Enrico Wijngaarde      | Spectateurs : 12 000 Arbitrage : Enrico Wijngaarde |
| 19:00 UTC-7  | Rapport      |       |                                | Spectateurs : 12 000 Arbitrage : Enrico Wijngaarde      | Spectateurs : 12 000 Arbitrage : Enrico Wijngaarde |

| Match 1C                 | Trinité-et-Tobago | 1 – 2 | Bermudes     | Marvin Lee Stadium, Macoya                     |                                                |
| 15 juin 2008 17:30 UTC-4 | John 22e          |       | Nusum 8e 40e | Spectateurs : 4 585 Arbitrage : Wálter Quesada | Spectateurs : 4 585 Arbitrage : Wálter Quesada |
| 15 juin 2008 17:30 UTC-4 | Rapport           |       |              | Spectateurs : 4 585 Arbitrage : Wálter Quesada | Spectateurs : 4 585 Arbitrage : Wálter Quesada |

| 22 juin 2008 | Bermudes | 0 – 2 | Trinité-et-Tobago     | Bermuda National Stadium, Hamilton            |                                               |
| 19:30 UTC-3  |          |       | Roberts 9e · John 66e | Spectateurs : 5 000 Arbitrage : Carlos Batres | Spectateurs : 5 000 Arbitrage : Carlos Batres |
| 19:30 UTC-3  | Rapport  |       |                       | Spectateurs : 5 000 Arbitrage : Carlos Batres | Spectateurs : 5 000 Arbitrage : Carlos Batres |

| Match 1D                 | Antigua-et-Barbuda                    | 3 – 4 | Cuba                                      | Sir Vivian Richards Stadium, Saint John's      |                                                |
| 17 juin 2008 19:00 UTC-4 | Williams 9e · Skepple 13e · Simon 81e |       | Colomé 10e 74e · Linares 22e · Duarte 85e | Spectateurs : 4 500 Arbitrage : Roberto Moreno | Spectateurs : 4 500 Arbitrage : Roberto Moreno |
| 17 juin 2008 19:00 UTC-4 | Rapport                               |       |                                           | Spectateurs : 4 500 Arbitrage : Roberto Moreno | Spectateurs : 4 500 Arbitrage : Roberto Moreno |

| 22 juin 2008 | Cuba                                                  | 4 – 0 | Antigua-et-Barbuda | Estadio Pedro Marrero, La Havane               |                                                |
| 17:00 UTC-4  | Linares 10e 53e · Gonsalves 45+2e (csc) · Márquez 69e |       |                    | Spectateurs : 2 000 Arbitrage : Wálter Quesada | Spectateurs : 2 000 Arbitrage : Wálter Quesada |
| 17:00 UTC-4  | Rapport                                               |       |                    | Spectateurs : 2 000 Arbitrage : Wálter Quesada | Spectateurs : 2 000 Arbitrage : Wálter Quesada |

| Match 2A                 | Belize  | 0 – 2 | Mexique                          | Reliant Stadium, Houston (États-Unis)             |                                                   |
| 15 juin 2008 15:30 UTC-5 |         |       | Vela 66e · Borgetti 90+2e (pen.) | Spectateurs : 50 137 Arbitrage : Javier Santillán | Spectateurs : 50 137 Arbitrage : Javier Santillán |
| 15 juin 2008 15:30 UTC-5 | Rapport |       |                                  | Spectateurs : 50 137 Arbitrage : Javier Santillán | Spectateurs : 50 137 Arbitrage : Javier Santillán |

| 21 juin 2008 | Mexique                                                                          | 7 – 0 | Belize | Estadio Universitario, Monterrey                 |                                                  |
| 21:00 UTC-5  | Vela 7e · Borgetti 9e 90+3e · Guardado 33e · Arce 45+1e 48e · Lennen 90+2e (csc) |       |        | Spectateurs : 42 000 Arbitrage : Silviu Petrescu | Spectateurs : 42 000 Arbitrage : Silviu Petrescu |
| 21:00 UTC-5  | Rapport                                                                          |       |        | Spectateurs : 42 000 Arbitrage : Silviu Petrescu | Spectateurs : 42 000 Arbitrage : Silviu Petrescu |

| Match 2B                 | Jamaïque                                                                           | 7 – 0 | Bahamas | Independence Park, Kingston                       |                                                   |
| 15 juin 2008 18:00 UTC-5 | Gardner 17e · Phillips 23e · King 34e · Shelton 51e 66e · Goodison 75e · Daley 89e |       |         | Spectateurs : 20 000 Arbitrage : Mauricio Navarro | Spectateurs : 20 000 Arbitrage : Mauricio Navarro |
| 15 juin 2008 18:00 UTC-5 | Rapport                                                                            |       |         | Spectateurs : 20 000 Arbitrage : Mauricio Navarro | Spectateurs : 20 000 Arbitrage : Mauricio Navarro |

| 18 juin 2008 | Bahamas | 0 – 6 | Jamaïque                                                   | Greenfield Stadium, Daniel Town (Jamaïque)        |                                                   |
| 16:00 UTC-5  |         |       | Burton 29e 56e · Shelton 35e 38e (pen.) 43e · Marshall 40e | Spectateurs : 10 500 Arbitrage : Benito Archundia | Spectateurs : 10 500 Arbitrage : Benito Archundia |
| 16:00 UTC-5  | Rapport |       |                                                            | Spectateurs : 10 500 Arbitrage : Benito Archundia | Spectateurs : 10 500 Arbitrage : Benito Archundia |

| Match 2C                | Honduras                                     | 4 – 0 | Porto Rico | Estadio Olímpico Metropolitano, San Pedro Sula     |                                                    |
| 4 juin 2008 20:30 UTC-6 | de León 25e · Palacios 51e · Suazo 52e 90+2e |       |            | Spectateurs : 20 000 Arbitrage : Courtney Campbell | Spectateurs : 20 000 Arbitrage : Courtney Campbell |
| 4 juin 2008 20:30 UTC-6 | Rapport                                      |       |            | Spectateurs : 20 000 Arbitrage : Courtney Campbell | Spectateurs : 20 000 Arbitrage : Courtney Campbell |

| 14 juin 2008 | Porto Rico                    | 2 – 2 | Honduras                 | Estadio Juan Ramón Loubriel, Bayamón                     |                                                          |
| 20:00 UTC-4  | Megaloudis 32e · Villegas 41e |       | Suazo 23e · Palacios 52e | Spectateurs : 5 000 Arbitrage : Walter Lopez Castellanos | Spectateurs : 5 000 Arbitrage : Walter Lopez Castellanos |
| 20:00 UTC-4  | Rapport                       |       |                          | Spectateurs : 5 000 Arbitrage : Walter Lopez Castellanos | Spectateurs : 5 000 Arbitrage : Walter Lopez Castellanos |

| Match 2D                 | Saint-Vincent-et-les-Grenadines | 0 – 3 | Canada                              | Stade d'Arnos Vale, Kingstown                 |                                               |
| 15 juin 2008 15:00 UTC-4 |                                 |       | Nakajima-Farran 32e · Gerba 43e 88e | Spectateurs : 5 000 Arbitrage : Carlos Batres | Spectateurs : 5 000 Arbitrage : Carlos Batres |
| 15 juin 2008 15:00 UTC-4 | Rapport                         |       |                                     | Spectateurs : 5 000 Arbitrage : Carlos Batres | Spectateurs : 5 000 Arbitrage : Carlos Batres |

| 20 juin 2008 | Canada                             | 4 – 1 | Saint-Vincent-et-les-Grenadines | Stade Saputo, Montréal                        |                                               |
| 19:30 UTC-4  | De Rosario 29e 50e · Gerba 38e 63e |       | James 76e                       | Spectateurs : 11 502 Arbitrage : Joel Aguilar | Spectateurs : 11 502 Arbitrage : Joel Aguilar |
| 19:30 UTC-4  | Rapport                            |       |                                 | Spectateurs : 11 502 Arbitrage : Joel Aguilar | Spectateurs : 11 502 Arbitrage : Joel Aguilar |

| Match 3A                 | Grenade                      | 2 – 2 | Costa Rica                | Grenada National Stadium, St. George's       |                                              |
| 14 juin 2008 16:00 UTC-4 | P. Modeste 20e · Roberts 27e |       | Alonso 42e · V. Núñez 75e | Spectateurs : 10 000 Arbitrage : Neal Brizan | Spectateurs : 10 000 Arbitrage : Neal Brizan |
| 14 juin 2008 16:00 UTC-4 | Rapport                      |       |                           | Spectateurs : 10 000 Arbitrage : Neal Brizan | Spectateurs : 10 000 Arbitrage : Neal Brizan |

| 21 juin 2008 | Costa Rica                            | 3 – 0 | Grenade | Estadio Ricardo Saprissa, San José            |                                               |
| 20:00 UTC-6  | Saborio 17e · Ruiz 30e · Azofeifa 89e |       |         | Spectateurs : 25 000 Arbitrage : Jair Marrufo | Spectateurs : 25 000 Arbitrage : Jair Marrufo |
| 20:00 UTC-6  | Rapport                               |       |         | Spectateurs : 25 000 Arbitrage : Jair Marrufo | Spectateurs : 25 000 Arbitrage : Jair Marrufo |

| Match 3B                 | Suriname      | 1 – 0 | Guyana | André Kamperveen Stadion, Paramaribo          |                                               |
| 14 juin 2008 16:00 UTC-3 | Sandvliet 53e |       |        | Spectateurs : 3 000 Arbitrage : José Guerrero | Spectateurs : 3 000 Arbitrage : José Guerrero |
| 14 juin 2008 16:00 UTC-3 | Rapport       |       |        | Spectateurs : 3 000 Arbitrage : José Guerrero | Spectateurs : 3 000 Arbitrage : José Guerrero |

| 22 juin 2008 | Guyana         | 1 – 2 | Suriname                     | Providence Stadium, Georgetown                     |                                                    |
| 15:30 UTC-4  | Codrington 84e |       | Van Dijk 11e · Sandvliet 36e | Spectateurs : 12 000 Arbitrage : Courtney Campbell | Spectateurs : 12 000 Arbitrage : Courtney Campbell |
| 15:30 UTC-4  | Rapport        |       |                              | Spectateurs : 12 000 Arbitrage : Courtney Campbell | Spectateurs : 12 000 Arbitrage : Courtney Campbell |

| Match 3C                 | Panama     | 1 – 0 | Salvador | Estadio Nacional de Panamá, Panama                 |                                                    |
| 15 juin 2008 16:00 UTC-4 | Tejada 21e |       |          | Spectateurs : 22 150 Arbitrage : Enrico Wijngaarde | Spectateurs : 22 150 Arbitrage : Enrico Wijngaarde |
| 15 juin 2008 16:00 UTC-4 | Rapport    |       |          | Spectateurs : 22 150 Arbitrage : Enrico Wijngaarde | Spectateurs : 22 150 Arbitrage : Enrico Wijngaarde |

| 22 juin 2008 | Salvador                               | 3 – 1 | Panama     | Estadio Cuscatlán, San Salvador                          |                                                          |
| 18:00 UTC-6  | Quintanilla 70e 83e (pen.) · Anaya 87e |       | Garcés 14e | Spectateurs : 27 420 Arbitrage : Marco Antonio Rodríguez | Spectateurs : 27 420 Arbitrage : Marco Antonio Rodríguez |
| 18:00 UTC-6  | Rapport                                |       |            | Spectateurs : 27 420 Arbitrage : Marco Antonio Rodríguez | Spectateurs : 27 420 Arbitrage : Marco Antonio Rodríguez |

| Match 3D                 | Haïti   | 0 – 0 | Antilles néerlandaises | Stade Sylvio Cator, Port-au-Prince           |                                              |
| 15 juin 2008 15:00 UTC-4 |         |       |                        | Spectateurs : 6 000 Arbitrage : Joel Aguilar | Spectateurs : 6 000 Arbitrage : Joel Aguilar |
| 15 juin 2008 15:00 UTC-4 | Rapport |       |                        | Spectateurs : 6 000 Arbitrage : Joel Aguilar | Spectateurs : 6 000 Arbitrage : Joel Aguilar |

| 22 juin 2008 | Antilles néerlandaises | 0 – 1 | Haïti            | Ergilio Hato Stadion, Willemstad            |                                             |
| 18:00 UTC-4  |                        |       | Martha 77e (csc) | Spectateurs : 9 000 Arbitrage : Neal Brizan | Spectateurs : 9 000 Arbitrage : Neal Brizan |
| 18:00 UTC-4  | Rapport                |       |                  | Spectateurs : 9 000 Arbitrage : Neal Brizan | Spectateurs : 9 000 Arbitrage : Neal Brizan |